# ضفادع مقرنة
ضفادع مُقرنة أو ضفادع جرابية (الاسم العلمي: Hemiphractidae)، فصيلة ضفادع من أمريكا الشمالية وأمريكا الوسطى.
في السابق، كانت هذه المجموعة قد صُنفت فُصيلة (Hemiphractinae) تحت فصيلة الشرغوفيات.